# Mortis (plat)
Pour les articles homonymes, voir Mortis.
 (avril 2025).
Un mortis, également orthographié mortrose, mortress, mortrews ou mortruys,, était un pâté sucré à base de viande, comme le poulet ou le poisson, mélangé à des amandes moulues, fabriqué dans l'Angleterre médiévale, Tudor et élisabéthaine. Il est connu grâce à l'un des plus anciens livres de cuisine d'Angleterre, The Forme of Cury (1390), et d'autres manuscrits.

## Description

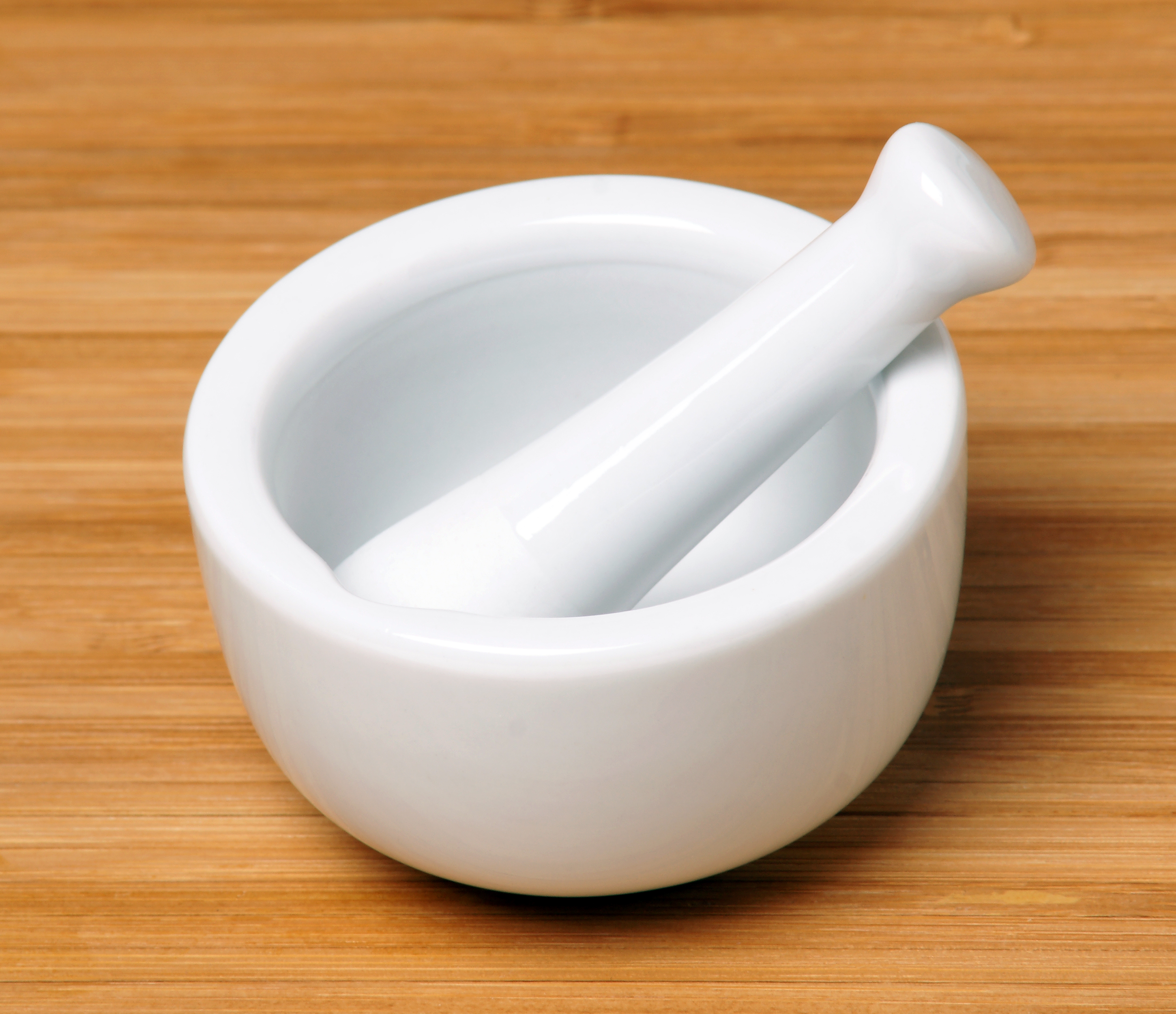
Le mortis est probablement nommé d'après le mortier et pilon utilisés pour sa préparation.

Une recette Tudor de mortis pour le poulet est donnée dans The Good Huswifes Jewell, un livre de cuisine anglais de 1585 par Thomas Dawson. Il donne les instructions suivantes : 

« Pour faire un mortis : prenez des amandes et blanchissez-les, et battez-les dans un mortier, et faites bouillir un poulet, et prenez toute la chair de lui, et battez-la, et attachez-les ensemble, avec du lait et de l'eau et ainsi les mettre dans le pot, et mettez-y du sucre et remuez-les encore, et après avoir bouilli un bon moment, retirez-le, et mettez-le à refroidir dans une paye d'eau, et attachez-le de nouveau avec de l'eau de rose dans un plat. »

Le plat se compose de viande, comme le poulet ou le poisson, bouillie et pilée avec des amandes blanchies et du lait en une pâte lisse. Celle-ci est ensuite cuite doucement avec du sucre.
Une recette antérieure de mortrose of fyshe est donnée dans le livre de cuisine de 1390, The Forme of Cury, écrit pour les cuisiniers du roi Richard. Il s'agit de poisson de chasse, d'églefin ou de morue, avec le foie et la chair, mélangés à du lait, de la chapelure blanche et du sucre,. Une recette similaire apparaît dans Gentyll Manly Cokere du Pepys Manuscript 1047, datant d'environ 1490.
Le manuscrit Beinecke décrit un mortruys jaune safran de poulet et de porc mélangés, épaissi avec de l'œuf.
Le nom du plat dérive très probablement du mortier et du pilon utilisés pour le préparer. Terry Breverton, dans The Tudor Kitchen: What the Tudors Ate and Drank (2015), suggère de mettre le mortis dans des ramequins individuels et de les refroidir avant de servir.